# Taylor Gold
Taylor Gold né le 17 novembre 1993 est un snowboardeur américain spécialiste du half-pipe. En 2014, il a été sélectionné pour participer aux Jeux olympiques d'hiver à Sotchi et a terminé quatorzième. Sa sœur Arielle est également une snowboardeuse évoluant au niveau international.

## Palmarès

### Jeux olympiques d'hiver
- - 14e du half-pipe en 2014

### Coupe du monde
- 1 petit  globe de cristal :
  - Vainqueur du classement en half-pipe 2015.
- 5 podiums dont 2 victoires.